# Anacroneuria albimacula
Anacroneuria albimacula és una espècie d'insecte plecòpter pertanyent a la família dels pèrlids que es troba a Sud-amèrica: Colòmbia.